# 长妙属
长妙吸虫属（学名：Carmyerius）也称长妙属、卡姆吸虫属、卡妙属，为腹袋科的一个属。

## 下属物种
本属包括以下物种：
- 水牛长妙吸虫 Carmyerius bubalis
- Carmyerius marchandi
- 宽大长妙吸虫 Carmyerius spatiosus Brandes,1898
- 纤细长妙吸虫 Carmyerius synethes (FischoederStiles et Goldberger,（1901），1910)